# Bouddha d'émeraude
Pour les articles homonymes, voir Bouddha (homonymie).

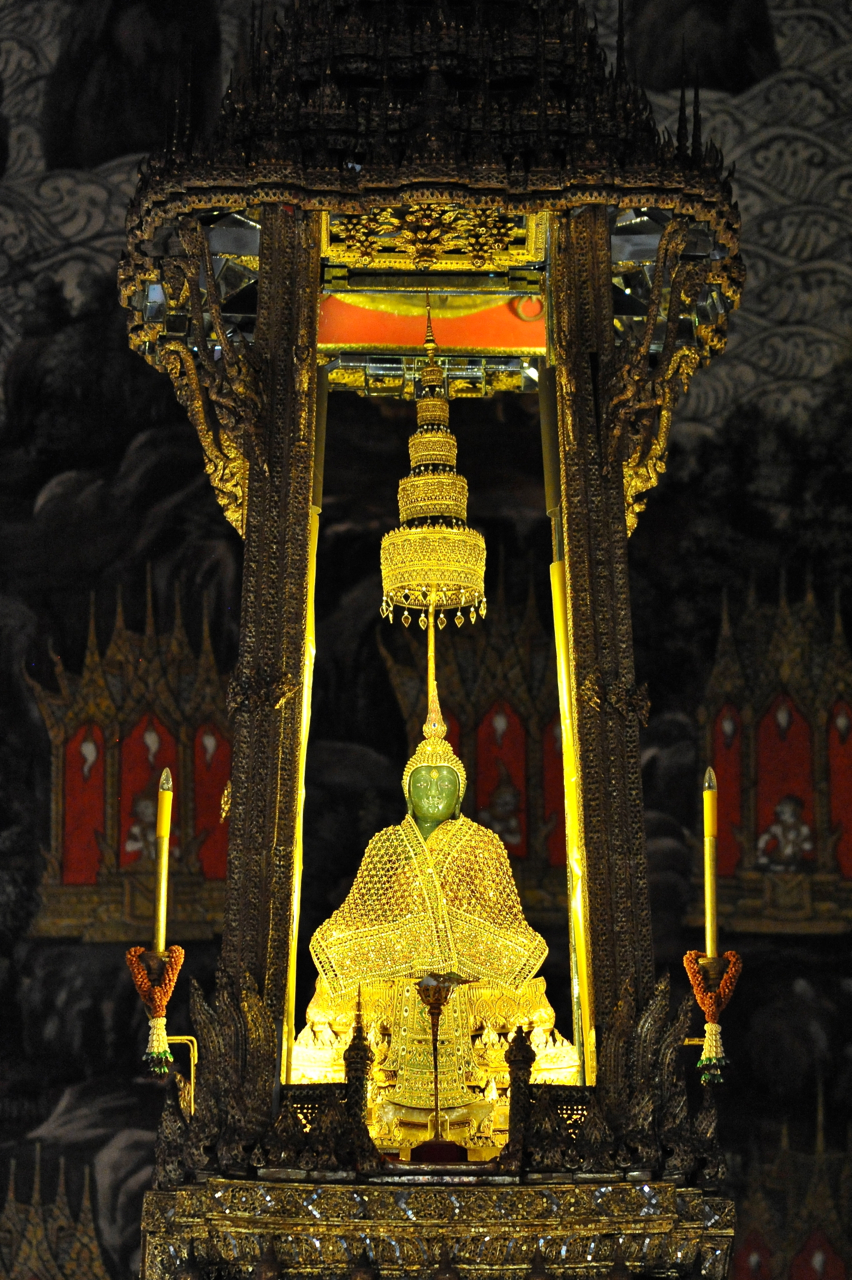
Le Bouddha d’émeraude.

Le Bouddha d'émeraude (en thaï : พระแก้วมรกต – Phra Kaeo Morakot, nom officiel en thaï : พระพุทธมหามณีรัตนปฏิมากร – Phra Phuttha Maha Mani Rattana Patimakon) est une statue du bouddha Siddhartha Gautama en jadéite vénérée à Bangkok (en Thaïlande) dans la chapelle royale du Grand Palais — le Wat Phra Kaeo ou « temple du Bouddha d'émeraude ». La statue est l'emblème religieux et symbolique de la dynastie Chakri, le palladium du pays. Haute de 76,2 cm, elle est habituellement vêtue d'or.

## Histoire de la statue

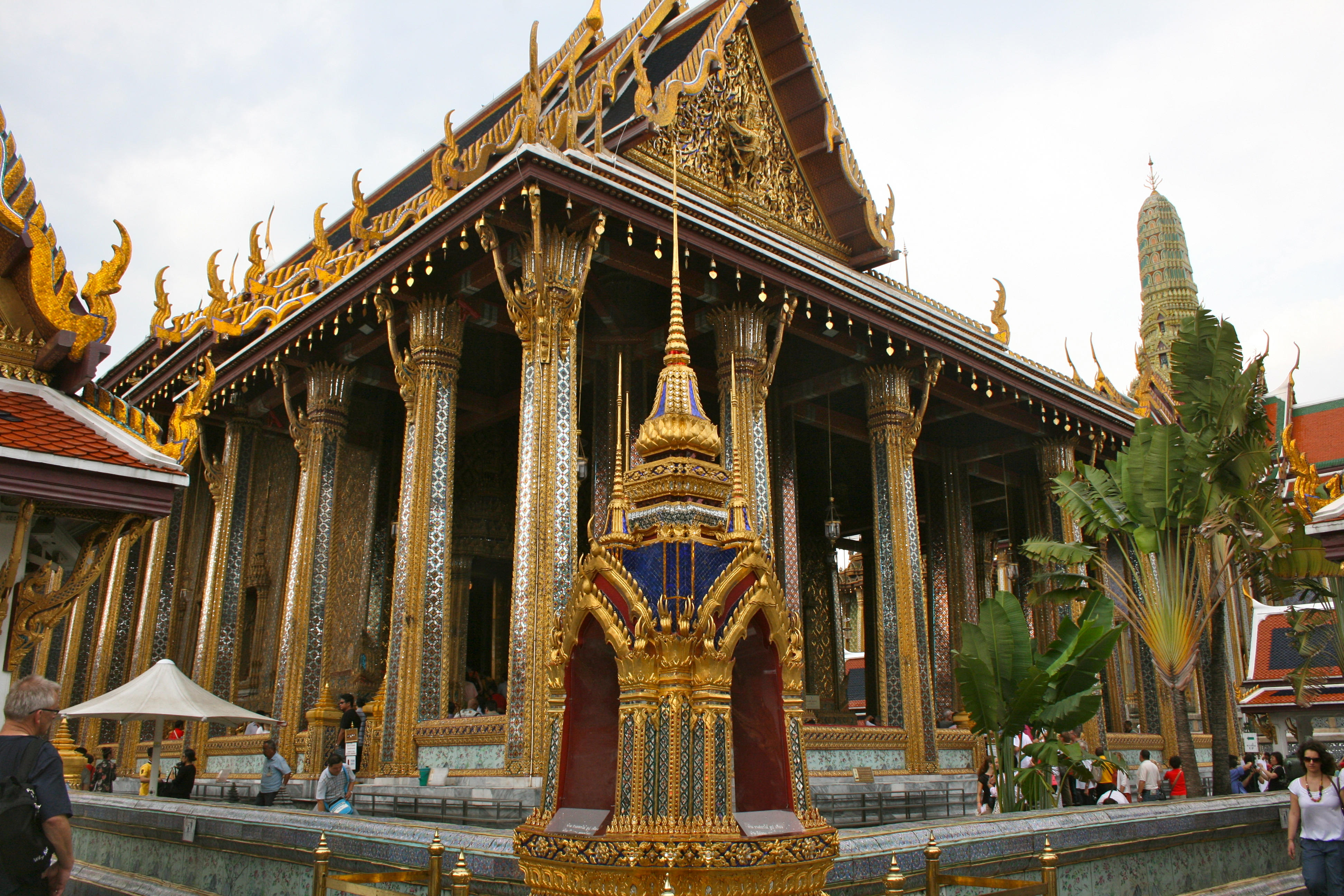
La chapelle de Wat Phra Kaeo où le Bouddha d'émeraude est aujourd'hui conservé à Bangkok.

Son origine est entourée de légende. La statue a fait son apparition en 1434 à Chiang Rai, dans l'extrême Nord du pays. D'après certains écrits, elle aurait été découverte dans un chedi éventré par la foudre à Wat Pa Yia (thaï : วัดป่าเยี้ยะ, Monastère de la forêt de bambous, renommé ultérieurement Wat Phra Kaeo) et se présentait comme une statue en stuc doré. Cette statue aurait alors été placée dans la résidence de l'abbé du temple. Plus tard, ce dernier remarqua que le stuc se fendillait au niveau du nez, révélant une pierre verte translucide. L'abbé fit alors retirer tout le stuc, découvrant l'image d'un bouddha fait de pierre semi-précieuse. Le peuple s'émerveilla et la statue fut nommée Phra Keo Morakot ou Bouddha d'émeraude — ce que l'on traduit ici par « émeraude » signifiant simplement « de couleur verte » en thaï,.

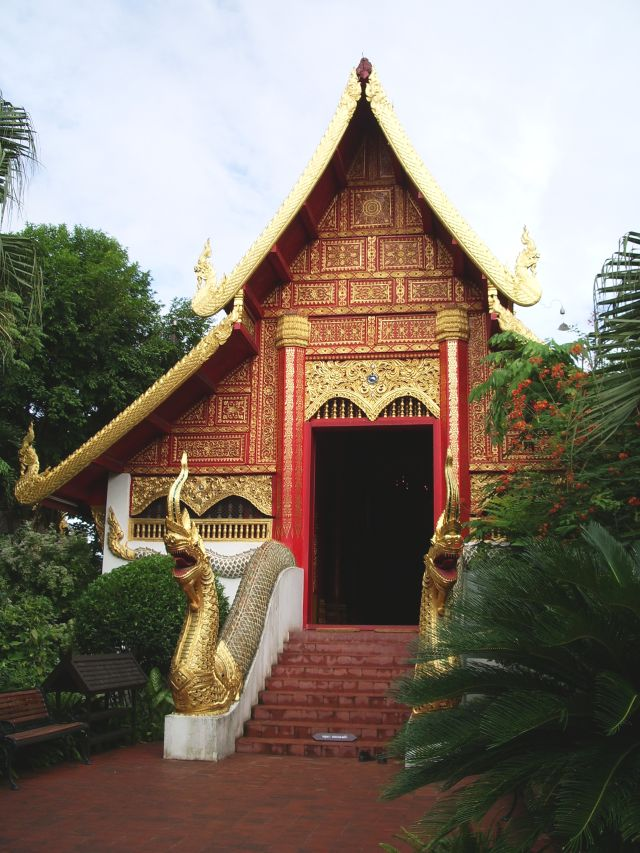
Le temple de Wat Phra Kaeo à Chiang Rai, où le Bouddha d'émeraude fut découvert.

Le roi de Chiang Mai désira récupérer la statue et envoya un convoi d'éléphants pour la ramener mais, au retour, l'éléphant portant le Bouddha se trompa de route, insistant à trois occasions différentes pour prendre le chemin de Lampang. Cela fut pris comme un signe divin et le roi, ne voulant pas contrarier les ordres divins, laissa la statue dans la ville au sein d'un temple spécialement construit pour elle, aujourd'hui connu sous le nom de Wat Phra Kaeo Don Tao.
Elle y resta trente-deux ans, soit jusqu'en 1468: cette année-là, le nouveau roi de Chiang Mai, Tilokaraj, récupéra la statue. Elle fut alors conservée dans une niche au sein d'une vaste stupa appelée Chedi Luang.
En 1551, le royaume de Chiang Mai passa sous la domination du roi du Lan Xang (actuel Laos) et le Bouddha partit pour Luang Prabang, où il resta jusqu'en 1564, date à laquelle la capitale du Laos fut transférée à Vientiane. En effet, quelques années plus tôt, le prince héritier de Lan Xang, Setthathirath, avait été invité à occuper le trône de Lanna alors vide, sa mère ayant été la fille du roi de Chiang Mai qui était mort sans laisser d'héritier mâle. Cependant, le prince Setthathirath devint aussi roi de Lan Xang quand son père, le roi Photisarath, mourut. Il retourna alors chez lui, emportant la figure révérée du Bouddha d'émeraude avec lui.

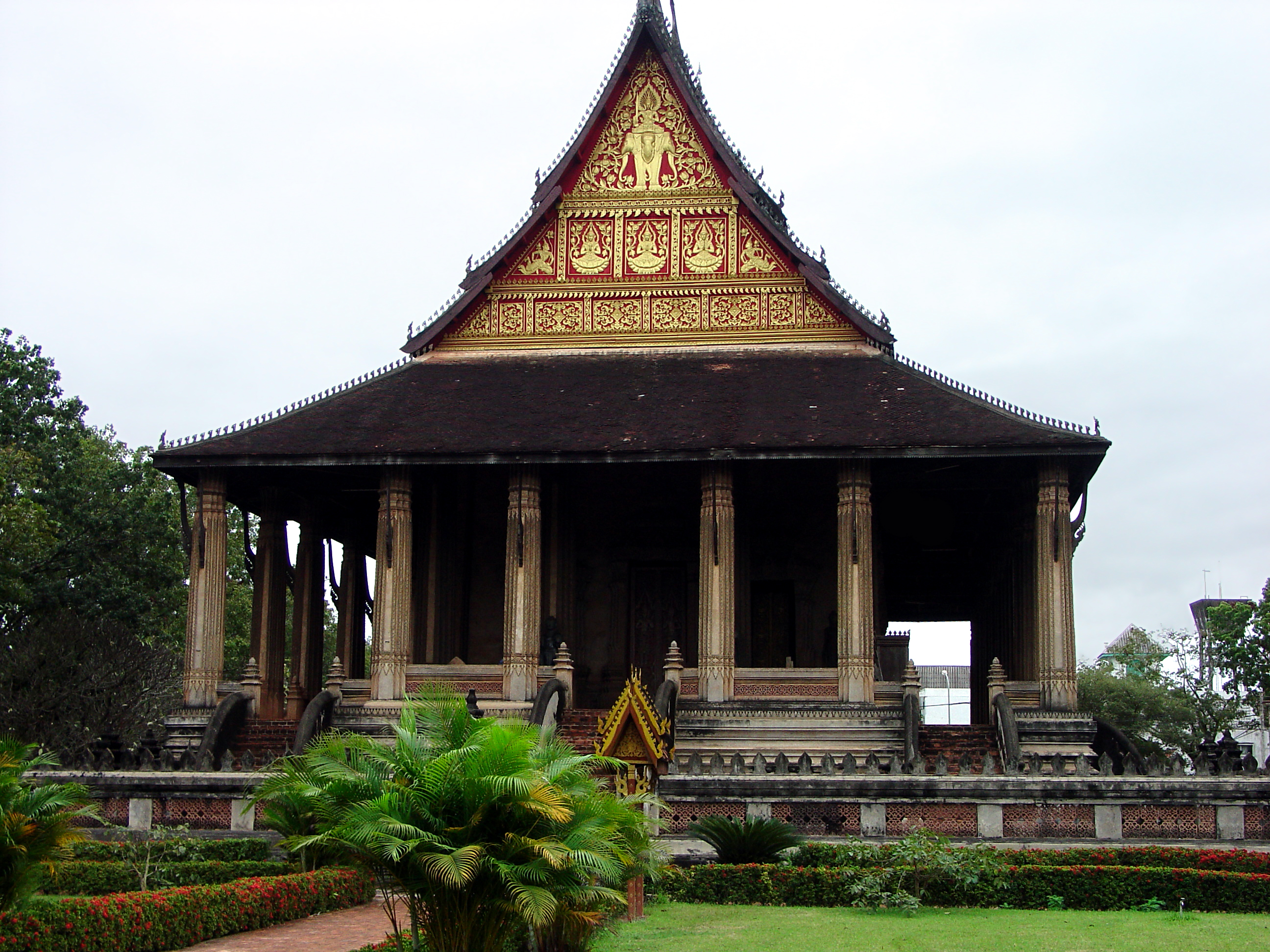
Vat Phra Kèo à Vientiane où la statue fut conservée pendant 214 ans.

C'est donc en 1564 que le roi Setthathirath transféra la statue à Vientiane, dont il avait fait sa nouvelle capitale du fait de nombreuses attaques birmanes. La statue du Bouddha d'émeraude fut alors installée au sein du temple de Vat Phra Kèo. Cette figure du Bouddha allait rester à Vientiane pour les 214 prochaines années.
En 1778, le général thai Chao Phraya Chakri lança une insurrection, s'emparant de la ville de Vientiane et rapportant la statue à Thonburi, la nouvelle capitale du Siam. Elle fut placée dans le temple de Wat Arun. Chao Phraya Chakri prit alors les rênes du pouvoir et fonda la dynastie Chakri du royaume de Rattanakosin (Thai: อาณาจักรรัตนโกสินทร์). Il fit déplacer sa capitale de l'autre côté du fleuve, le Menam Chao Phra, jusqu'à son emplacement actuel à Bangkok. Il fit alors construire le Grand Palais, ainsi que, dans l'enceinte du palais, le Wat Phra Kaeo. Le temple de Wat Phra Kaeo fut consacré in 1784 et le Bouddha d'émeraude transporté en grande pompe au cours d'une cérémonie à sa nouvelle place, au cœur de l'Ubosoth du complexe du temple Wat Phra Kaeo le 22 mars 1784.

## La statue et sa vénération

### Description

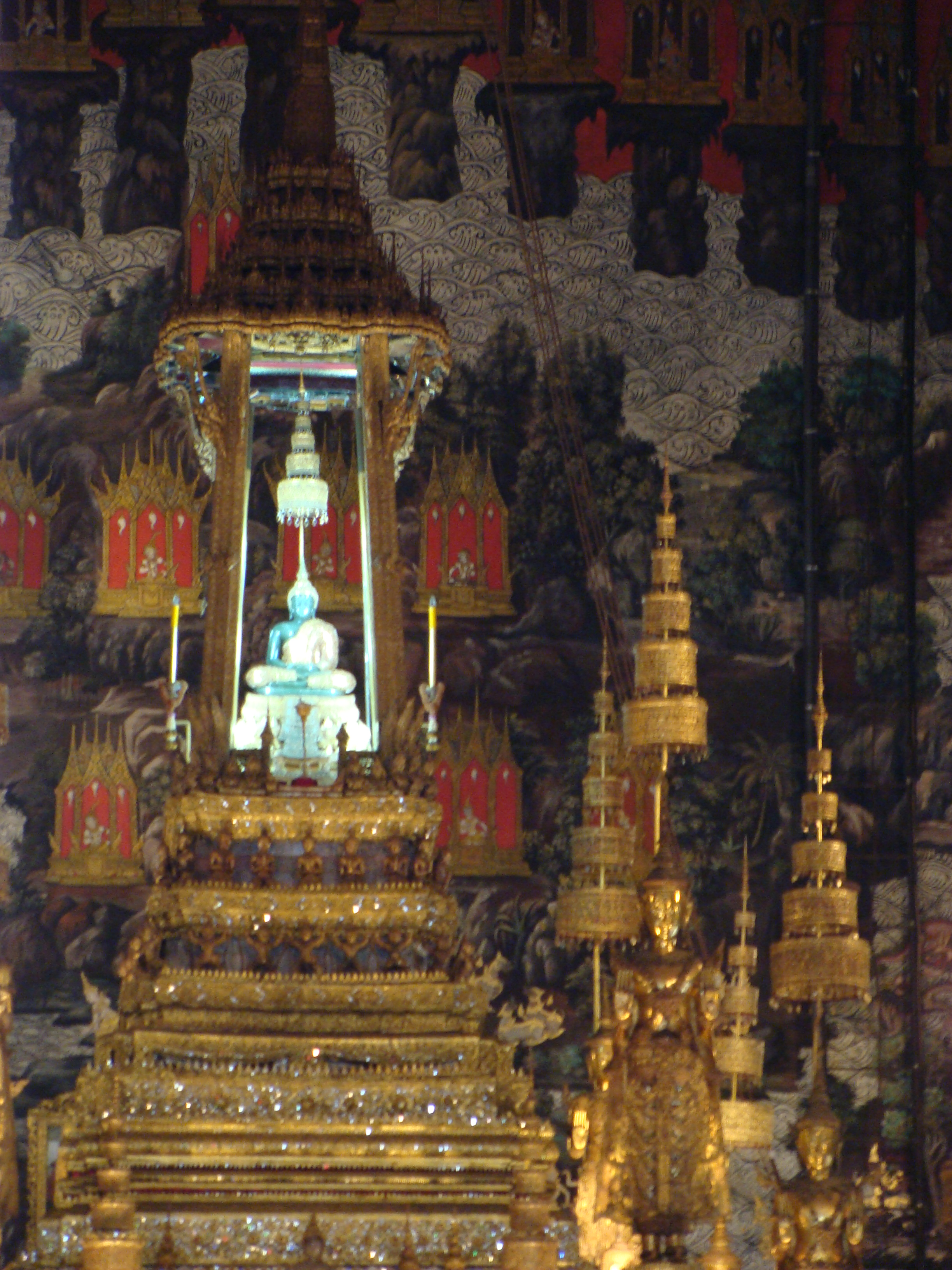
Le Bouddha d'émeraude en habits de la saison des pluies sur son piédestal.

Le bloc de jadéite mesure 75 cm de haut sur 45 cm de large, la statue elle-même ne mesurant que 60 cm de haut (avec 15 cm du socle non taillés cachés dans le piédestal). D'après son style, le Bouddha d'émeraude appartient à l'école du Nord, ou Chiang Saen. Il fut probablement taillé au XVe siècle. On suppose que la jadéite provient de Birmanie.
La statue est présentée sur un piédestal en or, au sommet d'un autel de 11 m de haut, dans une cage de verre (la photographier est interdit) et sous un parasol doré à neuf étages symbolisant la royauté universelle.

### Habits de saison
Le Bouddha est au centre de la dévotion royale et populaire. Il possède trois costumes d'or et de pierreries, qui sont changés solennellement par le roi lui-même suivant les saisons au cours d'une cérémonie, ou, si celui-ci ne peut le faire lui-même, par un membre de sa famille agissant en son nom. Tout autour du Bouddha, au pied de l'autel, s'amoncellent les présents royaux ou populaires.
Deux des costumes furent créés sous Rama Ier, celui d'été et celui de la saison des pluies. Un troisième habit, celui de l'hiver, fut ajouté sous Rama III.
- Saison chaude ou été : une coiffe haute et pointue en or; un pectoral d'or; une ceinture d'or; un ensemble de bracelets, brassards et autres éléments de la tenue royale; tous ces articles sont en or émaillé et incrustés de pierres précieuses et semi-précieuses.
- Saison des pluies  :  une coiffe haute et pointue en or, incrustée de saphirs; une robe de moine en relief d'or drapée sur une épaule.
- Saison froide ou hiver : une coiffe haute et pointue en or, incrustée de diamants; un châle de maille d'or orné de pierres précieuses drapé au-dessus du costume de la saison des pluies.

Quand ils ne sont pas utilisés, les différents habits d'or sont exposés dans le pavillon voisin des Régalia, décorations royales et pièces de monnaie thaïlandaises situés sur au sein du Grand Palais, où ils restent visibles au public.

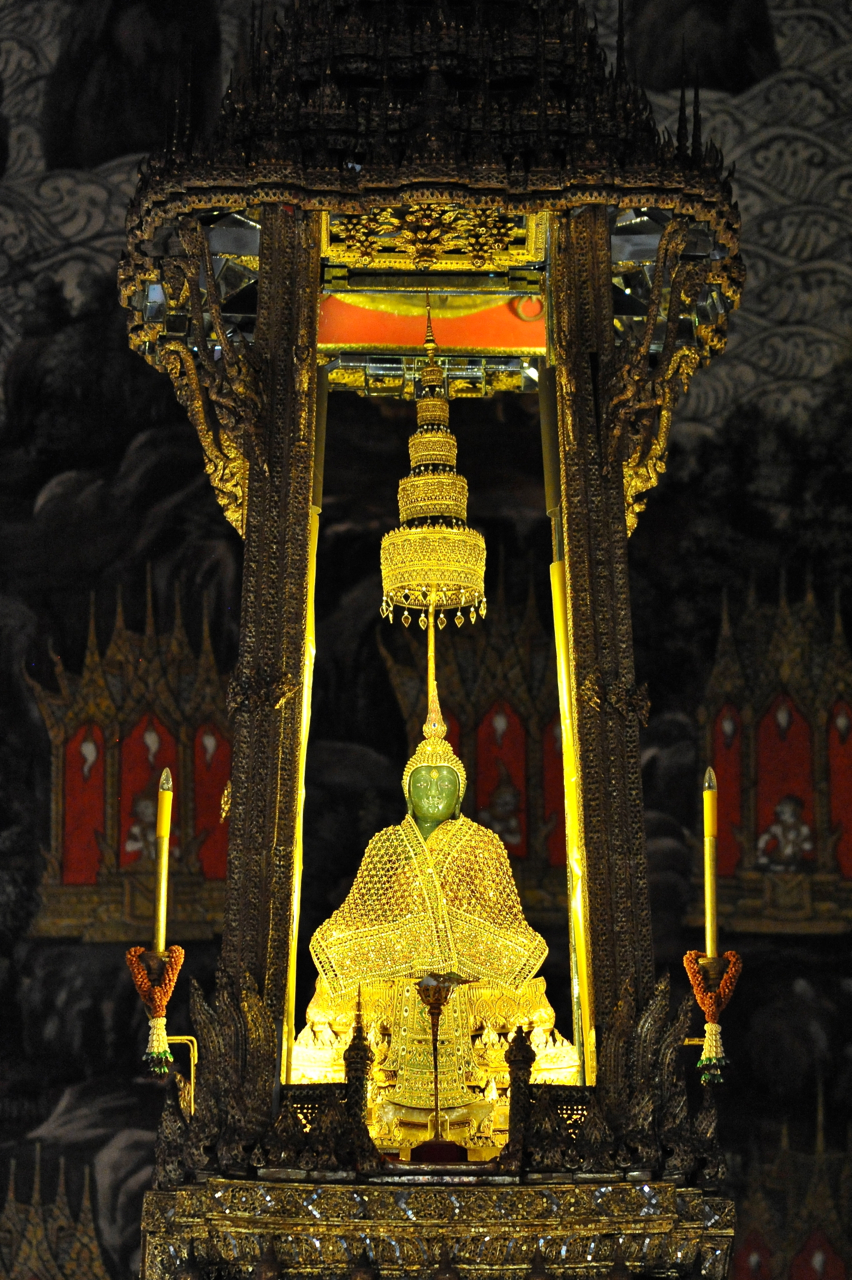
Bouddha d'émeraude en costume de la saison d'hiver.
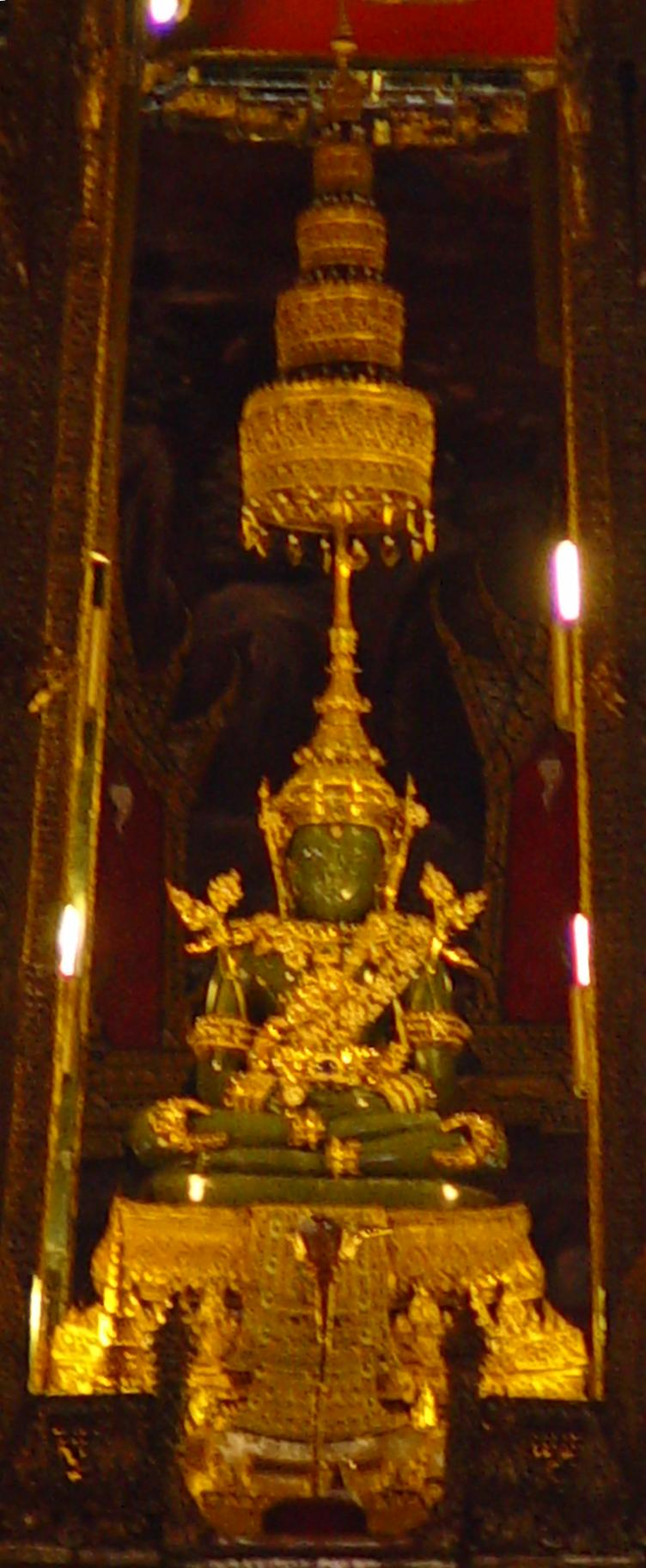
Bouddha d'émeraude en costume de la saison d'été.
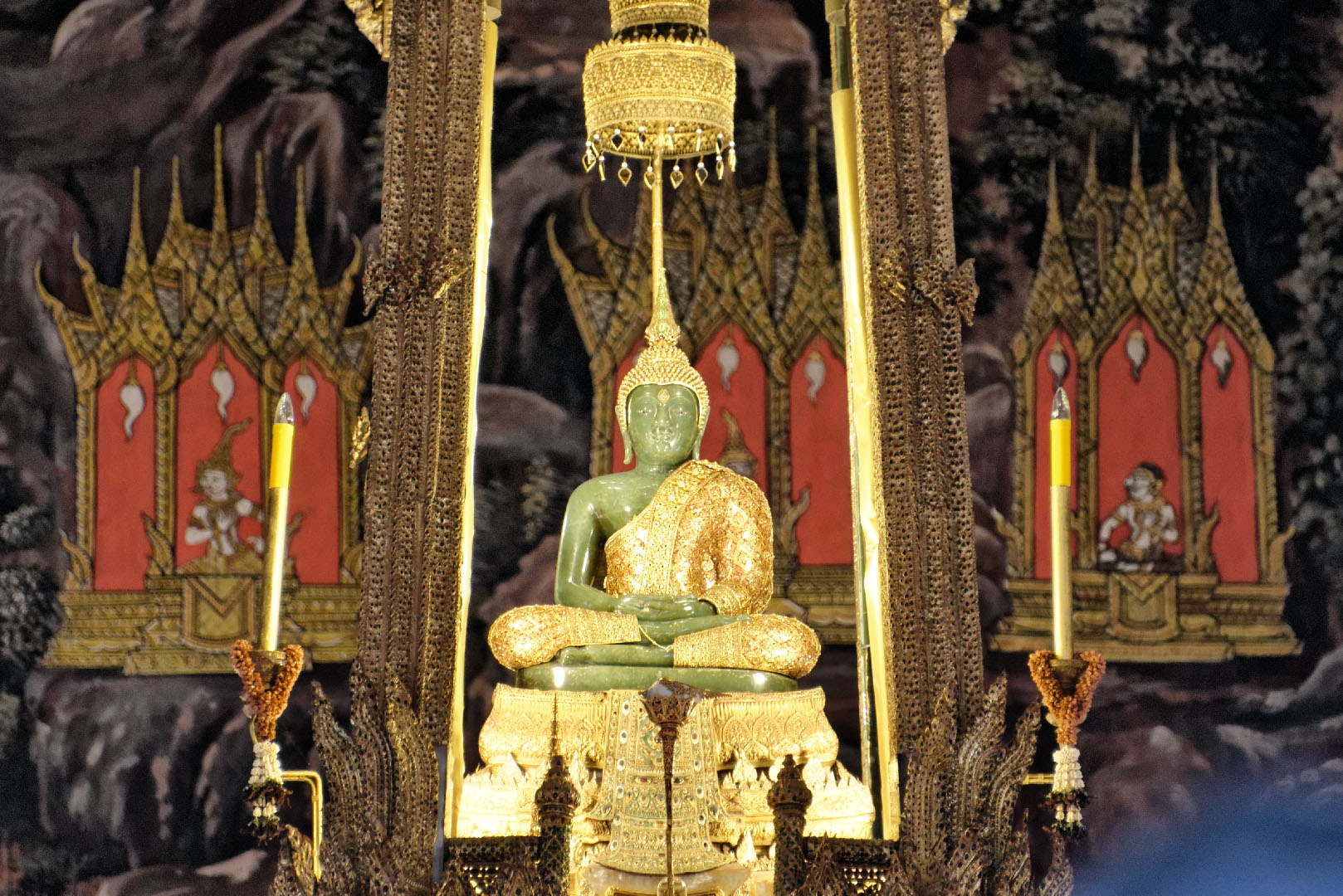
Bouddha d'émeraude en costume de la saison des pluies.